# 薛家岛站
薛家岛站是青岛地铁1号线的地铁车站，位于中华人民共和国山东省青岛市黄岛区长江东路与大涧山路交叉口，于2021年12月30日开通。

## 车站结构
薛家岛站位于长江东路与大涧山路交叉口，沿长江东路设置，呈东西走向，为地下两层岛式站台车站，车站长230米，标准段宽21.72米，车站地下一层为站厅层，地下二层为站台层，站台设置全高站台门。车站西侧设有两条存车线。
| 地面              | 出入口 | A、C出入口                                                                                              |
| 地下一层          | 站厅   | 客服中心、自动售票机、验票机                                                                            |
| 地下二层          | 站台   | \| \| \| 1号线往王家港（丁家河） \| \| 島式 · 開左邊车门 \| \| \| \| \| \| 1号线往东郭庄（天目山路） \| |
|                   |        | 1号线往王家港（丁家河）                                                                                 |
| 島式 · 開左邊车门 |        | |
|                   |        | 1号线往东郭庄（天目山路）                                                                               |

## 出入口
南北屯站目前开放2个出入口，各出口及周围设施如下所示：
| 编号                | 指示         | 建议前往的目的地           | 图片 |
| ------------------- | ------------ | -------------------------- | ---- |
| A · 出口 · （设有） | 长江东路(北) |                            |      |
| C · 出口            | 长江东路(南) | 青岛西海岸新区嘉陵江路小学 |      |
| 图例： 设有         |              |                            |      |

## 接驳交通

### 公交车
- 薛家岛地铁站：K1路，K3路，L1路，L9路，东16路，东1路，东2路，东3路，黄岛18路，黄岛18路嘉陵江东路区间车，黄岛29路，黄岛4路，黄岛59路，黄岛60路，黄岛802路，黄岛803路，黄岛805路，黄岛807路，黄岛809路

## 车站历史
本站工程名与公示名为衡山路站，正式站名为薛家岛站，以车站所处的薛家岛街道命名。位于本站东侧同为1号线的工程名为薛家岛站的车站正式站名为南北屯站。
- 2021年12月30日，车站随1号线南段通车开通[1]。